# Маняк Володимир Антонович
Володи́мир Анто́нович Маня́к (6 листопада 1934, село Криштопівка, нині Волочиського району Хмельницької області — 15 червня 1992) — український письменник (поет, прозаїк, публіцист), громадський діяч, дослідник Голодомору в Україні, автор чорної книги-меморіалу «33-й: голод», член Спілки письменників України, Спілки письменників СРСР (1967). Чоловік Коваленко-Маняк Лідії Борисівни.

## Біографія

Могила Лідії Коваленко і Володимира Маняка

Народився Володимир Маняк 6 листопада 1934 року. В 1956 році закінчив факультет журналістики Львівського університету.
Працював у шахті, на заводі, в пресі, у видавництві «Молодь». Перші спроби у літературній творчості Володимир зробив у рідному селі, яке назавжди залишилося для нього найкращим місцем на Землі. Саме у Криштопівці були написані й надруковані у районній газеті «Зоря» його перші вірші, що пізніше побачили світ у поетичній збірці «Повноліття» (1957). У зрілому віці, після того як за його плечима були факультет журналістики, праця на шахті, заводі, у редакції, на радіо, у видавництві, після гамірного столичного життя, він повернувся у рідне село. Саме у цей час виходять друком його книги «І зійшов день», «Колиска вітрів», «Море Дірака», «Проспект імені людей» та інші.
У 1988 році під редакцією В. А. Маняка та В. О. Замлинського вийшла з друку книга-меморіал «Вінок безсмертя».
Володимир Маняк — один з організаторів, співголова культурно-просвітницького товариства «Меморіал» імені Василя Стуса. Очолював організаційний комітет із створення «Асоціації дослідників голодоморів 1932—1933 років в Україні» (нині Асоціація дослідників голодоморів в Україні).
За чесну й мужню працю з підготовки Народної Книги-Меморіалу «33-й: голод» Володимиру Маняку посмертно присуджено Державну премію України ім. Т. Шевченка (1993). За вагомий особистий внесок у дослідження голодоморів в Україні, привернення уваги міжнародної спільноти до визнання голодомору 1932—33 в УРСР актом геноциду українського народу, активну громад. діяльність щодо вшанування пам'яті жертв трагедії. Володимир Маняк посмертно нагороджений орденом князя Ярослава Мудрого 5-го ступеня. (2005).
«Це був 1991 рік. Видання охоплювало всю Україну. Потім з'явилася низка книг, документів і спогадів про Голодомор у багатьох регіонах, але всі вони мали локальний характер. А щойно видана „Пам'ять народу…“, подібно до першої книги, має загальноукраїнський масштаб. По суті, вона є продовженням праці Маняків. Загалом це — вічна тема. Я готувала до видання понад 20 книг, присвячених темі Голодомору, і вже начебто мала би стати „дерев'яною“, але все одно деякі свідчення, включені до „Пам'яті народу…“, без нітрогліцерину читати не змогла. Безумовно, треба й надалі наполягати на визнанні Голодомору геноцидом», — характеризує вклад у дослідження Голодомору історикиня Олександра Веселова.
Загинув в автокатастрофі 15 червня 1992 року поблизу смт Глеваха Васильківського району Київської області. Похований в Києві на Байковому кладовищі (ділянка № 52а).

## Творчість
Володимир Маняк є автором поетичної книжки «Повноліття» (1957), збірок повістей «Зелений меридіан. Еврика. Місяць спокійного сонця» (1967), «Проспект імені людей» (1970), «Макове поле» (1972), «Живая вода из камня» (1974), «Колиска вітрів» (1975), «Море Дірака» (1984).
У 1970—80-х роках опублікував низку документальних повістей «Балада про чорнозем» (1974), «Пора майстрів» (1982), «Восьмий день тижня» (1983), романи «І зійшов день» (1974), «Плоть твоя і кров» (1981), «Рейд» (1986), роман-дилогію «Поділля» (1984). Твори письменника виходили російською, казахською, вірменською, румунською мовами.
Також він написав документальну книгу «Спалені села».

## Публікації
- 33-й: голод: Народна Книга-Меморіал /упоряд. Л. Б. Коваленко, В. А. Маняк. — К.: Рад. письменник, 1994.
- Земля людей: подільська повість. — К.: Рад. письменник, 1988.
- Рейд: роман-документ. — К.: Рад. письменник, 1986.
- Поділля: дилогія. — К.: Дніпро, 1984.
- Море Дірака: оповідання, повість. — К.: Рад. письменник, 1984. — * Низка документальних повістей «Балада про чорнозем» (1974),
- «Пора майстрів» (1982),
- «Восьмий день тижня» (1983),
- «І зійшов день» роман (1974),
- «Плоть твоя і кров» роман (1981),
- Роман «Борозни» (1984).
- «Вінок безсмертя»- / В. А. Маняк упоряд. В. О. Замлинським/
- Автор поетичної книжки «Повноліття» (1957),
- Збірок повістей «Зелений мередіан. Еврика. Місяць спокійного сонця» (1967),
- «Проспект імені людей» (1970),
- «Макове поле» (1972), «Живая вода из камня» (1974),
- «Колиска вітрів» (1975),
- «Море Дірака» (1984).

## Нагороди
- Лауреат Національної Шевченківської премії 1993 року (посмертно; разом із Лідією Коваленко) за Народну Книгу-Меморіал «33-й: голод».
- Посмертно нагороджений орденом кн. Ярослава Мудрого 5-го ст. (2005).